# Marwayne
Marwayne är en ort i Kanada.   Den ligger i provinsen Alberta, i den centrala delen av landet, 2 600 km väster om huvudstaden Ottawa. Marwayne ligger 611 meter över havet och antalet invånare är 612.
Terrängen runt Marwayne är platt, och sluttar västerut. Trakten runt Marwayne är nära nog obefolkad, med mindre än två invånare per kvadratkilometer.. Marwayne är det största samhället i trakten.
Trakten runt Marwayne består till största delen av jordbruksmark.